# Бовайна (Вісконсин)
Бовайна (англ. Bovina) — місто (англ. town) в США, в окрузі Автаґемі штату Вісконсин. Населення — 1153 особи (2020).

## Демографія
Згідно з переписом 2010 року, у місті мешкало 1145 осіб у 436 домогосподарствах у складі 350 родин. Було 466 помешкань
Расовий склад населення:
| - 97,8 % — білих - 0,4 % — корінних американців - 0,3 % — азіатів - 1,3 % — осіб інших рас |

До двох чи більше рас належало 0,1 %. Частка іспаномовних становила 4,0 % від усіх жителів.
За віковим діапазоном населення розподілялося таким чином: 24,8 % — особи молодші 18 років, 62,0 % — особи у віці 18—64 років, 13,2 % — особи у віці 65 років та старші. Медіана віку мешканця становила 43,0 року. На 100 осіб жіночої статі у місті припадало 114,4 чоловіків;  на 100 жінок у віці від 18 років та старших — 111,5 чоловіків також старших 18 років.
Середній дохід на одне домашнє господарство  становив 94 785 доларів США (медіана — 81 364), а середній дохід на одну сім'ю — 106 931 долар (медіана — 84 271). Медіана доходів становила 60 515 доларів для чоловіків та 41 471 долар для жінок. За межею бідності перебувало 2,6 % осіб, у тому числі 0,0 % дітей у віці до 18 років та 5,0 % осіб у віці 65 років та старших.
Цивільне працевлаштоване населення становило 585 осіб. Основні галузі зайнятості: виробництво — 22,6 %, будівництво — 20,9 %, освіта, охорона здоров'я та соціальна допомога — 13,3 %, роздрібна торгівля — 9,7 %.